# 함창 오봉산 고분군
함창 오봉산 고분군(咸昌 五峰山 古墳郡)은 대한민국 경상북도 상주시 이안면에 있는 삼국시대의 고분군이다. 1998년 4월 13일 경상북도의 기념물 제126호로 지정되었다.

## 개요
함창은 예부터 고령가야국(古寧伽倻國)의 수도였다고 전해지거니와 상주에 속해 있으면서도 나름대로의 문화적 배경을 지닌 고도이다. 신흥리 고분군(일명 오봉산 고분군)은 함창이 사벌국 세력과는 달리 고동람군(古冬攬郡)으로 편제되면서 조영된 것으로 보여진다.
이 고분군은 속칭 달랑골, 안생 원골을 사이에 두고 조성되어 있다.
첫째 군은, 오봉산에서 신흥리 쪽으로 뻗어 내린 3개 지맥의 능선과 자락에 조영된 것으로 주로 소형 석곽과 중형급의 고분이 주류다.
둘째 군은 속칭 검은동 마을에서 돗질 마을까지 연결되는 산자락의 하단부와 정상부에 조영된 것들로서 중대형급 고분이 연속해 분포되었고 게중에는 직경 24m가 넘는 대형분도 포함되었다. 이 일대의 고분군 발굴로 토기류, 금동류, 마구류 등의 유물이 발굴되어 정밀 분석과 연구에 들어가 있는 상태며, 대체로 삼국 시대의 이른 초기에 사용되었던 유물로 보고 있다.
셋째 군은, 둘째 군의 동남쪽 신흥2리의 뒷편 야산에 분포한 고분군이다. 삼국 시대 이후 오봉산록(五鳳山麓)에는 성벽 둘레가 약 1.37km 정도의 남산성(南山城)이 해발 238m에 조성되어 있었다. 이 산성과 일대의 고분군은 무관하지 않을 것으로 생각되며, 고분의 규모 면에서 상주 지역 내에서는 병성산 고분군과 필적할 만한 고분군으로서, 함창 지역에는 사벌국 세력에 비견할 만한 지방 세력이 기원초부터 형성되었을 것임을 시사하는 바가 크다.

## 참고 자료
- 함창오봉산고분군 - 국가유산청 국가유산포털